# Tephrosia kerrii
Tephrosia kerrii är en ärtväxtart som beskrevs av James Ramsay Drummond och William Grant Craib. Tephrosia kerrii ingår i släktet Tephrosia och familjen ärtväxter. Inga underarter finns listade i Catalogue of Life.